# Art abstracte

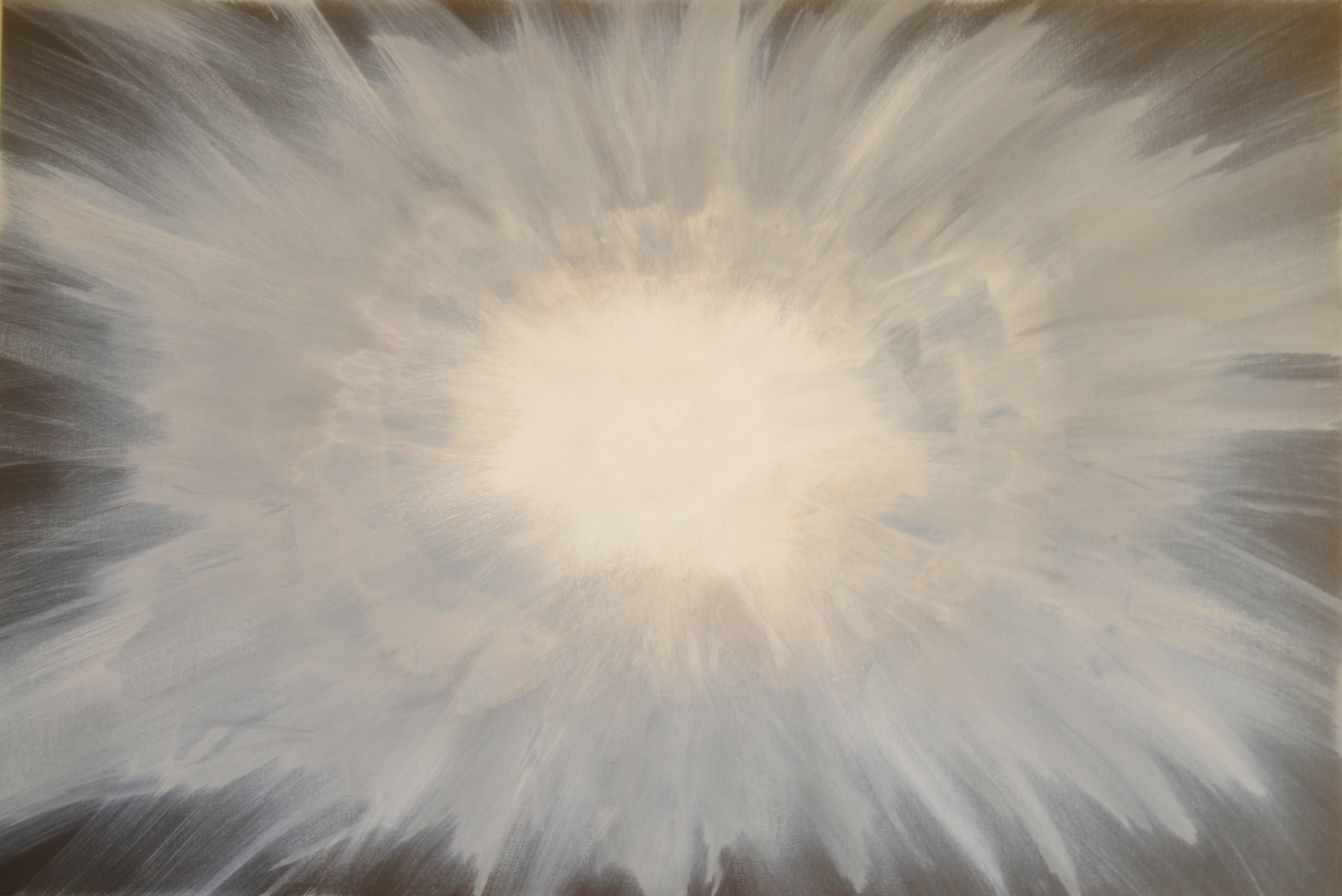
Exemple de l'art abstracte modern, Natalia Plachta Fernandes, Where are you I

L'art abstracte és un estil artístic que va sorgir a l'inici del segle xx. És una de les manifestacions més significatives de l'esperit del segle xx.
L'art abstracte deixa de considerar justificada la necessitat de la representació figurativa i tendeix a substituir-la per un llenguatge visual autònom, dotat de les seves pròpies significacions, en un anhel d'atènyer l'absolut plàstic. Aquest llenguatge s'ha elaborat a partir de les experiències fauvistes i expressionistes, que exalten la força del color i desemboquen en l'anomenada abstracció lírica o informalisme, o bé a partir de l'estructuració cubista, que dona lloc a diferents abstraccions geomètriques i constructives.

## Abstracció lírica
Hilma af Klint va pintar el 1906 una sèrie de pintures abstractes, tot i que potser en va fer altres abans, i es considera la primera pintora abstracta. L'obra de Vassili Kandinski il·lustra l'anomenada abstracció lírica. Va arribar, entre 1910 i 1912, a una abstracció impregnada de sentiment, idealment representativa de les aspiracions dels artistes del grup expressionista de Múnic Der Blaue Reiter, del que ell mateix en formava part. A França, Robert Delaunay va elaborar, des de 1912, a partir de les teories de Chevreul sobre el contrast simultani dels colors, les seves finestres i les seves primeres Formes circulars còsmiques abstractes, mentre que Frank Kupka exposava en el Saló de Tardor de 1912 Amorfa, fugida de dos colors i el 1913 Plans verticals blaus i vermells.
En la mateixa època, a Rússia, Mijaíl Larionov i Natalia Goncharova van dur fins a l'abstracció pura el seu mètode de transcripció del fenomen lluminós. Vassili Kandinski va ser un dels pioners de l'art abstracte amb obres com Negre i morat.

## Abstracció geomètrica
L'abstracció de Piet Mondrian es va elaborar a partir del reticle cubista, a la qual progressivament va reduir a traços horitzontals i verticals que tanquen plans de color pur. Per la seva simplificació, el llenguatge del neoplasticisme, nom que va donar a la seva doctrina artística, satisfeia les exigències d'universalitat de l'artista (De Stijl).
A França, l'abstracció de Fernand Léger (Contrastos de forma, 1913-1914) i la de Francis Picabia van utilitzar formes cubistes sense renunciar a la intensitat cromàtica. A Ucraïna (a l'imperi Rus i després Unió Soviètica), després d'haver estat el principal representant del cubisme-futurisme o cubo-futurisme, Kazimir Malévytx va trencar radicalment amb totes les anteriors concepcions de l'art al pintar el 1915 el seu Quadrat negre donant lloc al suprematisme. Paral·lelament, Vladímir Tatlin va crear amb els seus relleus abstractes una de les primeres formulacions del que s'anomenaria constructivisme.
Aleksandr Ródtxenko, després d'haver pintat els seus tres monocroms (Groc pur, Blau pur, Vermell pur, 1918), i El Lissitzky, van aprofitar el seu coneixement de la forma per a anar avançant cap a una concepció utilitària de l'art que va triomfar també a la Bauhaus a Alemanya, sota l'impuls d'artistes com l'hongarès, László Moholy-Nagy o l'alemany, Josef Albers.
En paral·lel a l'abstracció constructivista es va desenvolupar una abstracció anomenada biomòrfica, que va néixer de les formes creades per Jean Arp des del 1915, represes per artistes com Joan Miró i Alexander Calder.

## Altres abstraccions
En el període de entreguerres, Theo van Doesburg, després d'haver estat un dels principals defensors del neoplasticisme, va renovar de manera decisiva l'art abstracte al mantenir que la creació artística només havia d'estar sotmesa a regles controlables i lògiques, excloent així qualsevol subjectivitat. El manifest de l'art concret, que va publicar a París el 1931, va donar lloc a la tendència del mateix nom que va tenir un gran desenvolupament a Suïssa amb Max Bill i de Richard Paul Lose, a França amb François Morellet, i en totes les formes d'art sistemàtic nascudes després de la guerra.
Aquestes tendències van entrar llavors en competència amb noves corrents gestuals (Jean Bazaine, Maurice Estève, Jean Le Moal, Alfred Manessier, Pierre Soulages i Georges Mathieu, entre d'altres) que el crític Michel Tapié va reagrupar sota la denominació d'art informal (Laurent Jiménez-Balaguer).
La tradició abstracta va conèixer un important renéixer als Estats Units a partir de la fi de la dècada de 1940 amb l'Action Painting (Jackson Pollock, Willem de Kooning, Franz Kline) i amb el Colour-Field Painting (Barnett Newman, Mark Rothko, Clyfford Still). Aquestes tendències van ser desbancades a partir de 1960 per l'aparició de l'art minimalista, que va marcar un nou període d'interès per la geometria i l'estructura mentre que a Europa i Llatinoamèrica l'Op Art i l'art cinètic coneixien les seves hores de glòria (Yaacov Agam, Jesús Soto, Carlos Cruz-Díez, Victor Vasarely, Nicolas Schöfer i Bridget Riley, entre d'altres).
El final de la dècada de 1960 va viure el desenvolupament d'una abstracció centrada en l'anàlisi dels seus propis components, amb els grups BMPT i Support(s)-Surface(s) a França, o bé orientada cap als problemes de definició de la naturalesa de la imatge amb Sigmar Polke i Gerhard Richter a Alemanya. Les tendències alhora neoexpresionistes i neogeomètriques que es van posar de manifest durant la dècada de 1980 van mostrar un nou període d'interès per l'abstracció, que segueixen adoptant nombrosos artistes inspirats per les més variades motivacions.

## Història

### Segle XIX

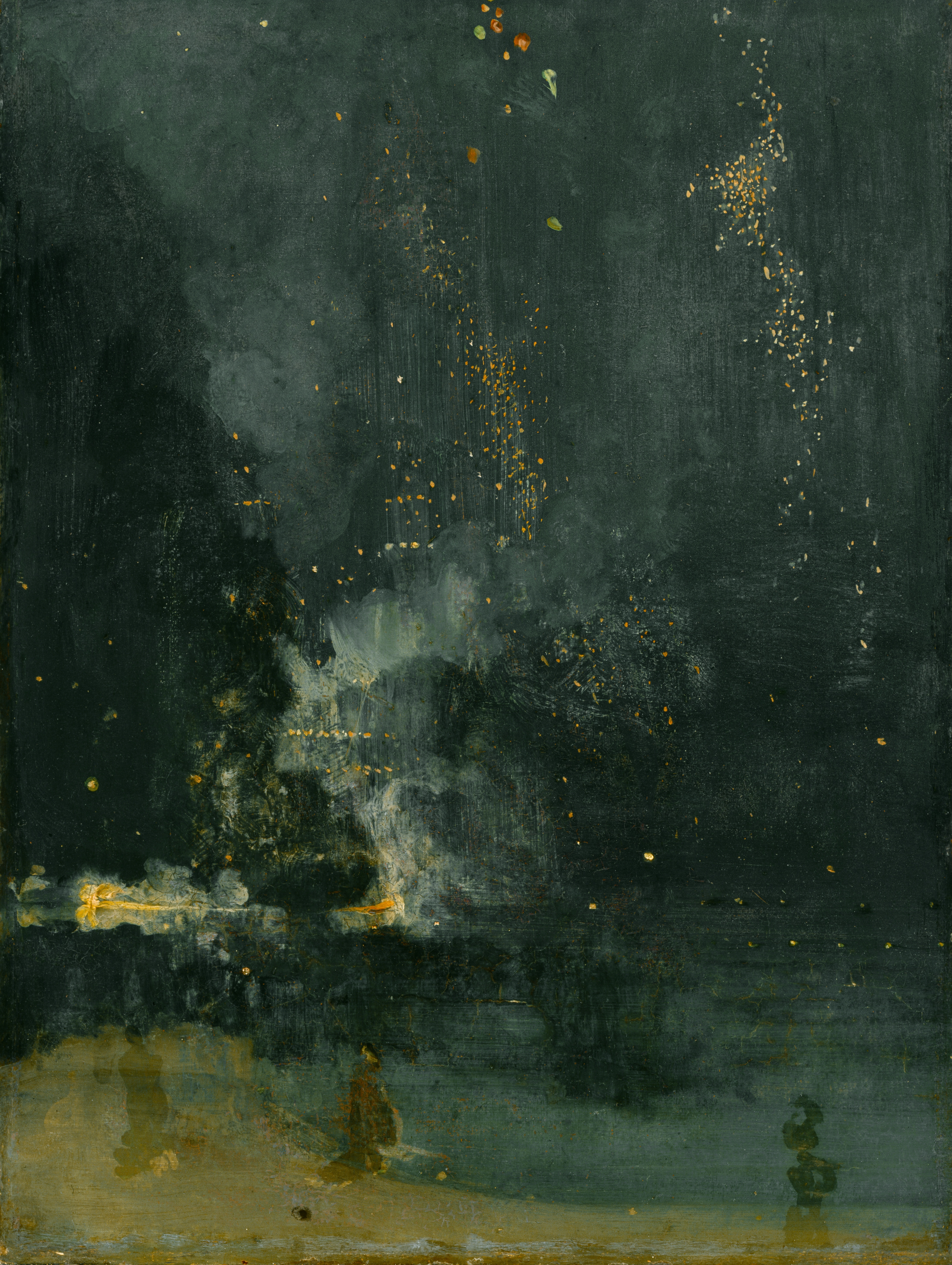
Nocturn en negre i or: el coet que cau (1874), Detroit Institute of Arts.

Les primeres innovacions en el plantejament artístic s'atribueixen a artistes com James McNeill Whistler qui, en la seva pintura Nocturne in Black and Gold: The falling Rocket, («Nocturn en negre i or: el coet que cau», 1872), va posar més èmfasi en la meravella visual que en la representació dels objectes. Així mateix, un interès objectiu en el que es veu apareix en quadres de John Constable, JMW Turner, Camille Corot i la majoria dels pintors de xen air de l'escola de Barbizon.

### Segle XX

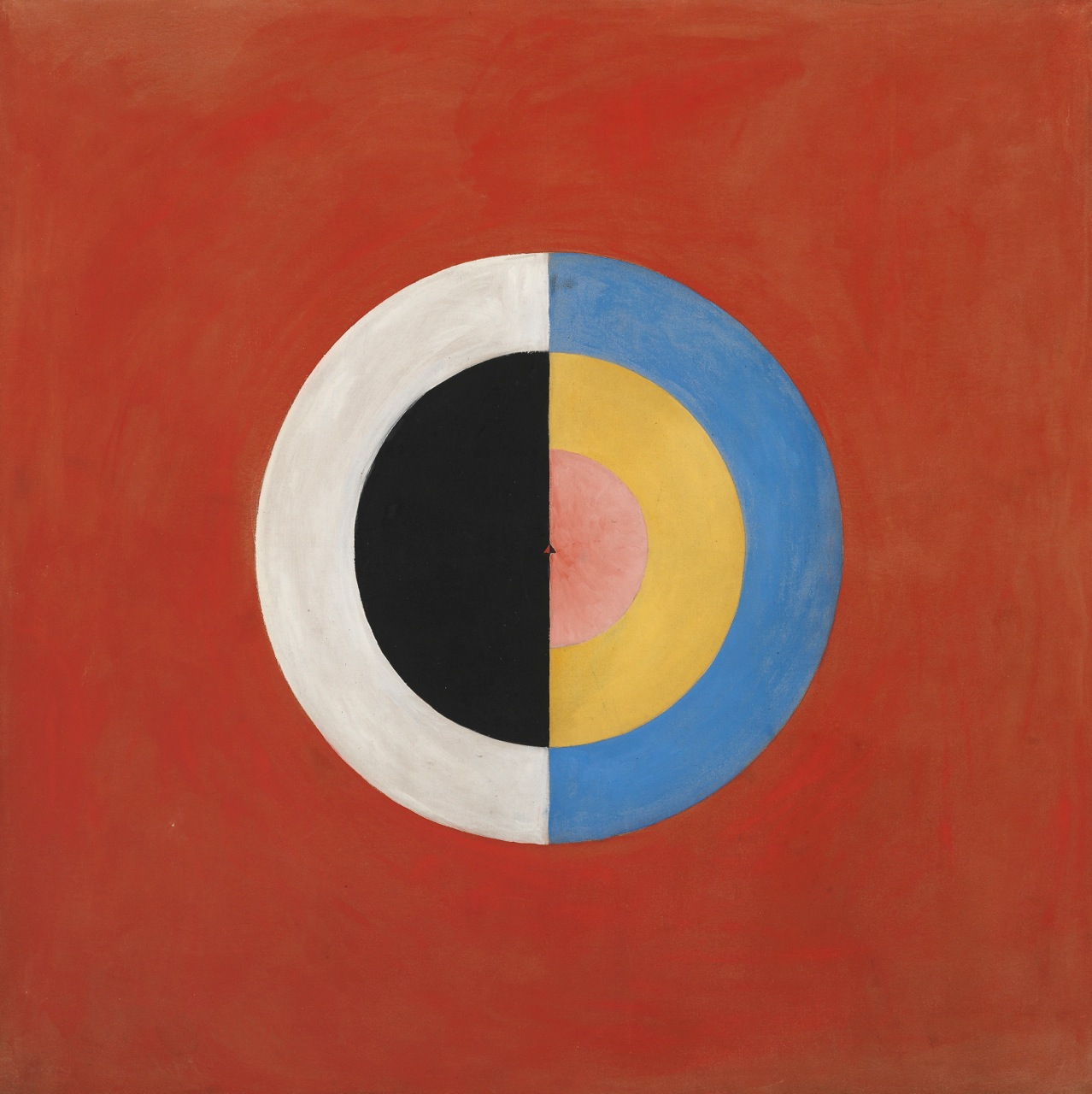
Hilma af Klint, El Cigne, 1915.

Paul Cézanne havia començat com impressionista però la seva reconstrucció lògica de la realitat des de diferents punts espacials, fent servir el color per crear mòduls i plànols, es va convertir en la base d'un nou art visual que més tard va desenvolupar el cubisme de Georges Braque i Pablo Picasso.
Els pintors expressionistes van explorar l'ús groller de la superfície pictòrica, dibuixant distorsions, exageracions i color intens. Els expressionistes van produir pintures carregades emocionalment que eren reaccions i percepcions de l'experiència contemporània; i reaccions a l'impressionisme i altres adreces més conservadores de la pintura de finals de l'XIX. Encara artistes com Edvard Munch i James Ensor es van veure influïts principalment per l'obra dels postimpressionistes van ser decisius per a l'adveniment de l'abstracció al segle XX amb obres com El crit i L'entrada de Crist a Brussel·les.
El postimpressionisme tal com ho van practicar Paul Gauguin, Georges Seurat, Vincent van Gogh i Paul Cézanne va tenir un enorme impacte en el art del segle XX i va portar a l'adveniment de l'abstracció del segle xx. L'herència de pintors com Van Gogh, Cézanne, Gauguin i Seurat va ser essencial per al desenvolupament de l'art modern. Al començament de segle xx, Henri Matisse i altres joves artistes incloent als precubistas Georges Braque, André Derain, Raoul Dufy i Maurice de Vlaminck van revolucionar el món artístic de París amb pintures de paisatges i figures «salvatges», de molt colorit i expressius, que els crítics van cridar fauvisme. El cru llenguatge de color tal com ho van desenvolupar els fauves directament van influir a un altre pioner de l'abstracció Vasili Kandinski.
Tot i que el cubisme a la fin depèn del tema representat va ser juntament amb el fauvisme el moviment artístic que directament va obrir la porta a l'abstracció en el segle xx. Pablo Picasso va fer les seves primeres obres cubistes basant-se en la idea de Cézanne que tota representació de la natura pot reduir-se a tres sòlids: cub, esfera i con. Amb la pintura Les senyoretes d'Avinyó, de 1907, Picasso va crear dramàticament un quadre nou i radical representant un bordell primitiu i cru amb cinc prostitutes, dones violentament pintades, que recordaven màscares tribals africanes i les seves noves creacions cubistes. El cubisme analític va ser desenvolupat conjuntament per Pablo Picasso i Georges Braque, des del voltant de 1908-1912. El cubisme analític, la primera manifestació clara del cubisme, va ser seguit pel cubisme sintètic, practicat per Braque, Picasso, Fernand Léger, Juan Gris, Albert Gleizes, Marcel Duchamp i innombrables artistes cap als anys vint. El cubisme sintètic es caracteritza per la introducció de diferents textures, superfícies, elements de collage, papier collé i gran varietat d'objectes diversos units. Els artistes de collage com Kurt Schwitters i Man Ray i altres influïts pel cubisme van ser decisius per al desenvolupament del moviment anomenat dadaisme.

Des de principis de segle les connexions culturals entre artistes de les principals ciutats europees i nord-americanes s'havien tornat extremadament actius a mesura que es van esforçar per crear una forma d'art que igualés les altes aspiracions del modernisme. Les idees van ser capaces d'influir-se mútuament a través de llibres d'artistes, exposicions i manifestos de manera que moltes fonts estaven obertes a l'experimentació i van formar la base de la diversitat de maneres d'abstracció. El següent extracte, de The World Backwards, proporciona alguna impressió de les interconnexions de la cultura de l'època:
| « | El coneixement de David Burliuk dels moviments d'art modern va haver de ser extremadament actualitzats, ja que la segona exposició del moviment Sota de Diamants, celebrada el gener de 1912 (a Moscou) va incloure no només pintures enviades des de Múnic, sinó alguns membres del grup alemany Die Brücke, mentre que de París van venir obres de Robert Delaunay, Henri Matisse i Fernand Léger, així com de Picasso. Durant la primavera David Burliuk va impartir dues conferències sobre el cubisme i va planejar una publicació polèmica, que Sota de Diamants anava a finançar. Va ser a l'estranger al maig i va tornar determinat a rivalitzar amb l'almanac Der Blaue Reiter que havia emergit dels impressors mentre l'estava a Alemanya. | » |

### Música
Alguns acostaments a l'art abstracte tenien connexions amb la música. La música proporciona un exemple d'una forma d'art que usa els elements abstractes de el so i les divisions de el temps. El mateix Vassili Kandinski, que també era músic, va ser inspirat per la possibilitat de marques i color associatiu ressonant en l'ànima. La idea havia estat proposada per Charles Pierre Baudelaire, que tots els nostres sentits responen a diversos estímuls però els sentits estan connectats en un nivell estètic més profund.
Íntimament relacionat amb això, hi ha la idea que l'art té La dimensió espiritual i pot transcendir la vida de cada dia, aconseguint un pla espiritual. La Societat Teosòfica va popularitzar l'antiga saviesa dels llibres sagrats de l'Índia, la Xina en els primers anys de segle. Va ser en aquest context que Piet Mondrian, Vassili Kandinski, Hilma af Klint i altres artistes treballant cap al «estat sense objecte» es van veure interessats en l'ocult com una manera de crear un objecte «interior». Les formes universals i intemporals que es troben en geometria: el cercle, el quadrat i el triangle es van convertir en elements espacials en l'art abstracte; eren, com el color, sistemes fonamentals que estaven per sota de la realitat visible.

## L'avantguarda russa, ucraïnesa, etc.

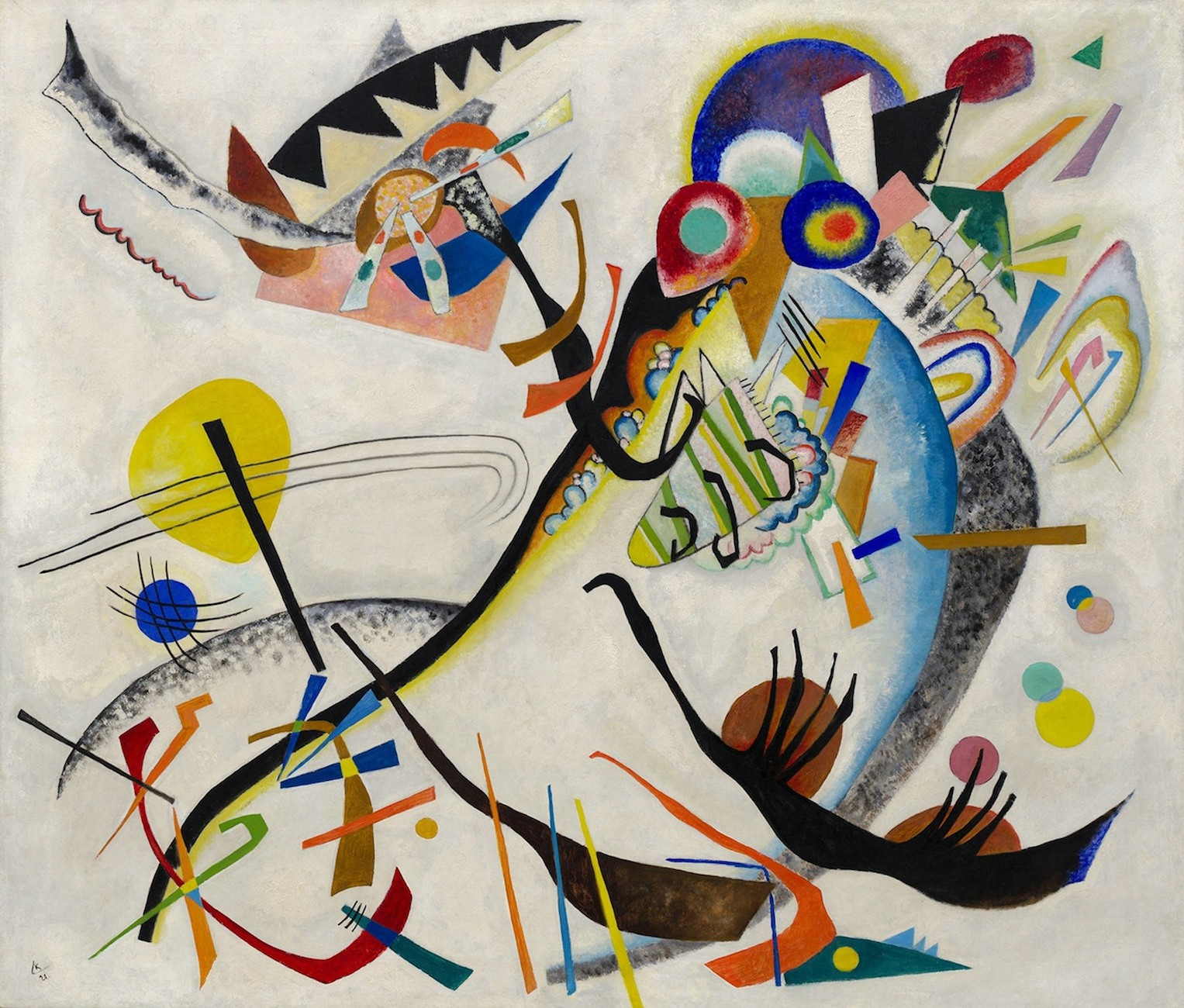
Segment blau (1921), de Vassili Kandinski

Les avantguardes russes, ucraïneses, belarusses van assolir el seu apogeu creatiu i popular en el període comprès entre la Revolució Russa de 1917 i el 1932, moment en què les idees de l'avantguarda van xocar amb la recentment emergida tendència del realisme socialista, patrocinada per l'Estat. Molts dels artistes abstractes de Rússia es van convertir en constructivistes creient que l'art ja no era una cosa remota, sinó la vida mateixa. L'artista ha de convertir-se en tècnic, aprenent a utilitzar les eines i els materials de la producció moderna. L'art a la vida! era l'eslògan de Vladimir Tatlin, i el de tots els futurs constructivistes. Varvara Stepànova i Oleksandra Ekster i altres van abandonar la pintura de cavallet i van desviar les seves energies cap al disseny teatral i les obres gràfiques. A l'altre costat hi havia Kazimir Malèvitx, Anton Pevsner i Naum Gabo, que argumentaven que l'art era essencialment una activitat espiritual; crear el lloc de l'individu al món, no organitzar la vida en un sentit pràctic i materialista. Molts dels que eren hostils a la idea de producció materialista de l'art van abandonar Rússia. Anton Pevsner va anar a França, Gabo va anar primer a Berlín, després a Anglaterra i finalment a Amèrica. Vassili Kandinski va estudiar a Moscou i després va marxar a la Bauhaus. A mitjans de la dècada de 1920 s'havia acabat el període revolucionari (1917 a 1921) en què els artistes havien estat lliures d'experimentar; i a la dècada de 1930 només es permetia el realisme socialista.

## La Bauhaus

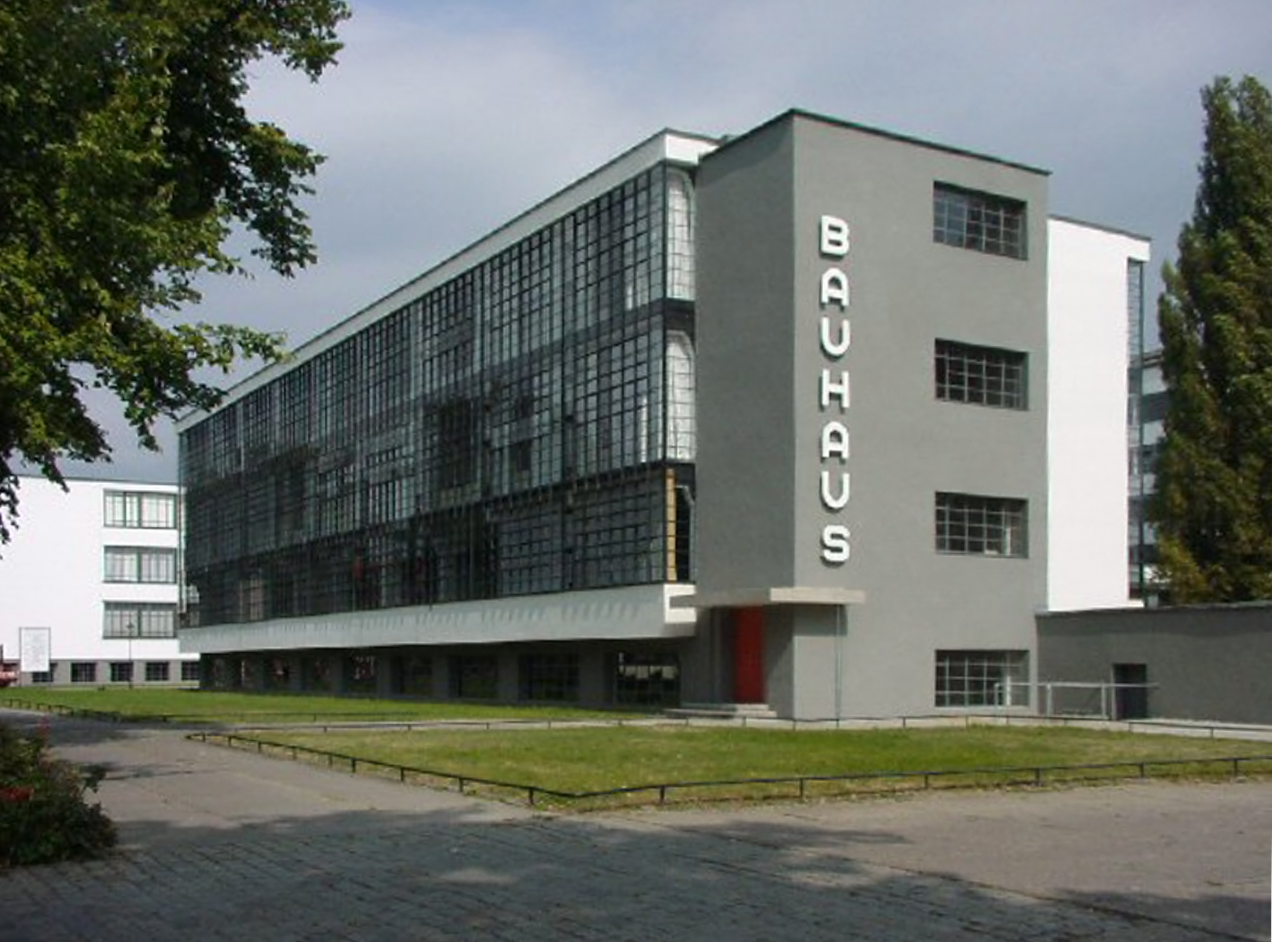
Edifici de la Bauhaus a Dessau (2003).

La Bauhaus de Weimar, Alemanya, va ser fundada el 1919 per Walter Gropius. La filosofia subjacent al programa docent era la unitat de totes les arts plàstiques i visuals des de l'arquitectura i la pintura fins al teixit i els vitralls. Aquesta filosofia havia crescut a partir de les idees del moviment Arts and Crafts a Anglaterra i del Deutscher Werkbund. Entre els professors hi havia Paul Klee, Wassily Kandinsky, Johannes Itten, Josef Albers, Anni Albers i László Moholy-Nagy. El 1925 l'escola es va traslladar a Dessau i el 1930, sota la direcció de Mies van der Rohe, fou traslladada a Berlín on canvià l'orientació del seu programa d'ensenyament. Quan el partit nazi va agafar el control el 1932, la Bauhaus va ser tancada. L'any 1937 una exposició d'art degenerat, Entartete Kunst contenia tot tipus d'art d'avantguarda desaprovat pel partit nazi. Llavors va començar l'èxode: no només de la Bauhaus sinó d'Europa en general; a París, Londres i Amèrica. Paul Klee va anar a Suïssa, però molts dels artistes de la Bauhaus van anar a Amèrica.

## L'abstracció a París i Londres
Durant la dècada de 1930 París va acollir artistes de Rússia, Alemanya, Països Baixos i altres països europeus afectats per l'auge del totalitarisme. Sophie Taeuber-Arp i Jean Arp van col·laborar en pintures i escultures utilitzant formes orgàniques i geomètriques. La polonesa Katarzyna Kobro va aplicar idees de base matemàtica a l'escultura. Els nombrosos tipus d'abstracció que ara estan molt a prop van fer que els artistes intentessin analitzar les diferents agrupacions conceptuals i estètiques. Una exposició de quaranta-sis membres del grup Cercle et Carré organitzada per Joaquín Torres-García assistit per Michel Seuphor contenia treballs dels neoplasticistes i també d'abstraccionistes tan variats com Vassili Kandinski, Anton Pevsner o Kurt Schwitters. Criticat per Theo van Doesburg per ser una col·lecció massa indefinida, va publicar la revista Art Concret exposant un manifest que defineix un art abstracte en el qual la línia, el color i la superfície només són la realitat concreta. Abstraction-Création fundat l'any 1931 com un grup més obert, va ser un punt de referència per als artistes abstractes, ja que la situació política va empitjorar el 1935, i els artistes es van tornar a reagrupar, molts a Londres. La primera exposició d'art abstracte britànic es va celebrar a Anglaterra l'any 1935. L'any següent, Nicolete Gray va organitzar l'exposició més internacional Abstract and Concrete amb obres de Piet Mondrian, Joan Miró, Barbara Hepworth i Ben Nicholson. Hepworth, Nicholson i Gabo es van traslladar al grup de St. Ives a Cornualla per continuar el seu treball "constructivista".

## L'abstracció als Estats Units

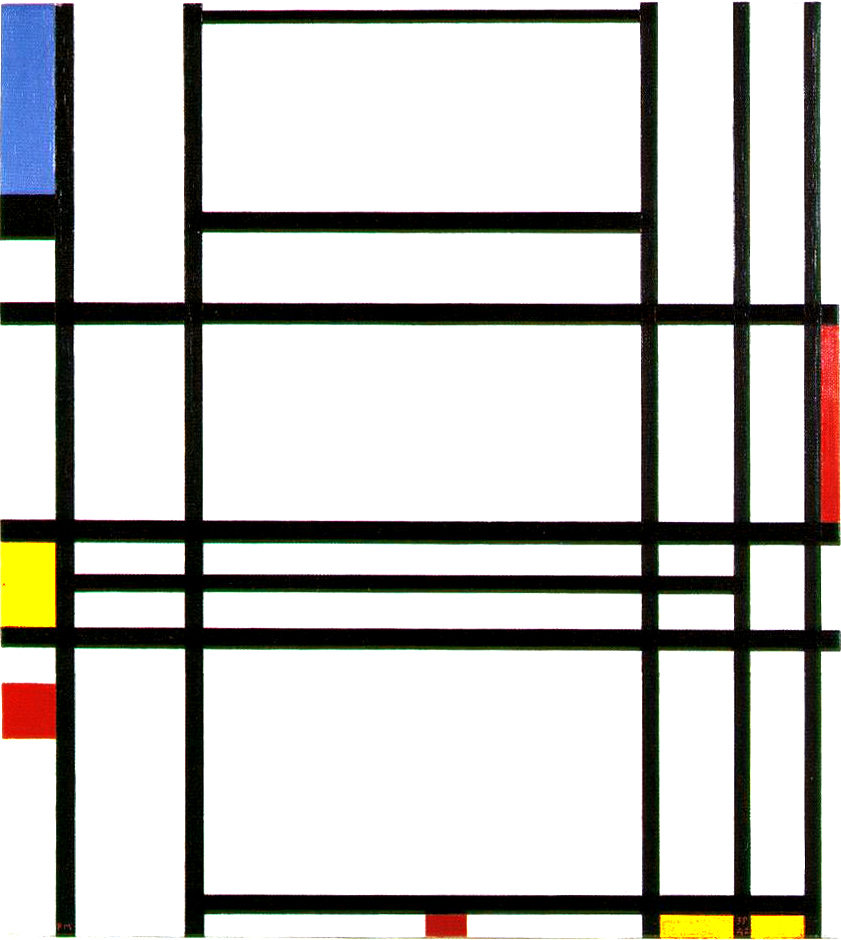
Composition No. 10 de Piet Mondrian

Amb l'ascens al poder nazi a la dècada de 1930 molts artistes van fugir d'Europa cap als Estats Units. A principis de la dècada de 1940 els principals moviments de l'art modern, l'expressionisme, el cubisme, l'abstracció, el surrealisme i el dadà estaven representats a Nova York: Marcel Duchamp, Fernand Léger, Piet Mondrian, Jacques Lipchitz, André Masson, Max Ernst, André Breton, només eren alguns dels europeus exiliats que van arribar a Nova York. Les riques influències culturals aportades pels artistes europeus van ser destil·lades i construïdes pels pintors locals de Nova York. El clima de llibertat a Nova York va permetre que totes aquestes influències prosperessin. Les galeries d'art que s'havien centrat principalment en l'art europeu van començar a notar la comunitat artística local i el treball dels artistes americans més joves que havien començat a madurar. Alguns artistes en aquest moment es van convertir en clarament abstractes en la seva obra madura. Durant aquest període, la pintura de Piet Mondrian Composition No. 10, de 1939–1942, caracteritzada pels colors primaris, el fons blanc i les línies de quadrícula negres, va definir clarament el seu enfocament radical però clàssic del rectangle i de l'art abstracte en general. Alguns artistes de l'època van desafiar la categorització, com Georgia O'Keeffe que, tot i que era un abstraccionista modernista, era una pura inconformista, ja que pintava formes molt abstractes sense incorporar-se a cap grup específic del període.
Finalment, els artistes nord-americans que treballaven en una gran diversitat d'estils van començar a unir-se en grups estilístics cohesionats. El grup més conegut d'artistes nord-americans va passar a ser conegut com els expressionistes abstractes i l'escola de Nova York. A la ciutat de Nova York hi havia un ambient que fomentava la discussió i hi havia una nova oportunitat per aprendre i créixer. Els artistes i professors John D. Graham i Hans Hofmann es van convertir en importants figures de pont entre els modernistes europeus recentment arribats i els artistes americans més joves que van arribar a la majoria d'edat. Mark Rothko, nascut a Rússia, va començar amb imatges fortament surrealistes que més tard es van dissoldre en les seves poderoses composicions de color de principis de la dècada de 1950. El gest expressionista i l'acte de pintar en si, es van convertir en una importància primordial per a Jackson Pollock, Robert Motherwell i Franz Kline. Mentre que durant la dècada de 1940 l'obra figurativa d'Arshile Gorky i Willem de Kooning va evolucionar cap a l'abstracció a finals de la dècada. La ciutat de Nova York es va convertir en el centre, i els artistes de tot el món van gravitar cap a ella; d'altres llocs d'Amèrica també.